# ليوناردو كابيزي
ليوناردو كابيزي (بالإيطالية: Leonardo Capezzi) (28 مارس 1995 في إيطاليا - ) هو لاعب كرة قدم إيطالي في مركز الوسط. شارك مع منتخب إيطاليا تحت 16 سنة لكرة القدم ومنتخب إيطاليا تحت 17 سنة لكرة القدم ومنتخب إيطاليا تحت 18 سنة لكرة القدم ومنتخب إيطاليا تحت 19 سنة لكرة القدم ومنتخب إيطاليا تحت 20 سنة لكرة القدم. أما مع النوادي، فقد لعب مع فيورنتينا ونادي فاريسي ونادي كروتوني.

## وصلات خارجية
- ليوناردو كابيزي على موقع الاتحاد الأوربي (الإنجليزية)
- ليوناردو كابيزي على موقع قاعدة بيانات كرة القدم.إي يو (الإنجليزية)
- ليوناردو كابيزي على موقع Soccerway.com (الإنجليزية)
- ليوناردو كابيزي على موقع عالم كرة القدم.نت (الإنجليزية)
- ليوناردو كابيزي على موقع AS.com (الإسبانية)